# Kryoturbace

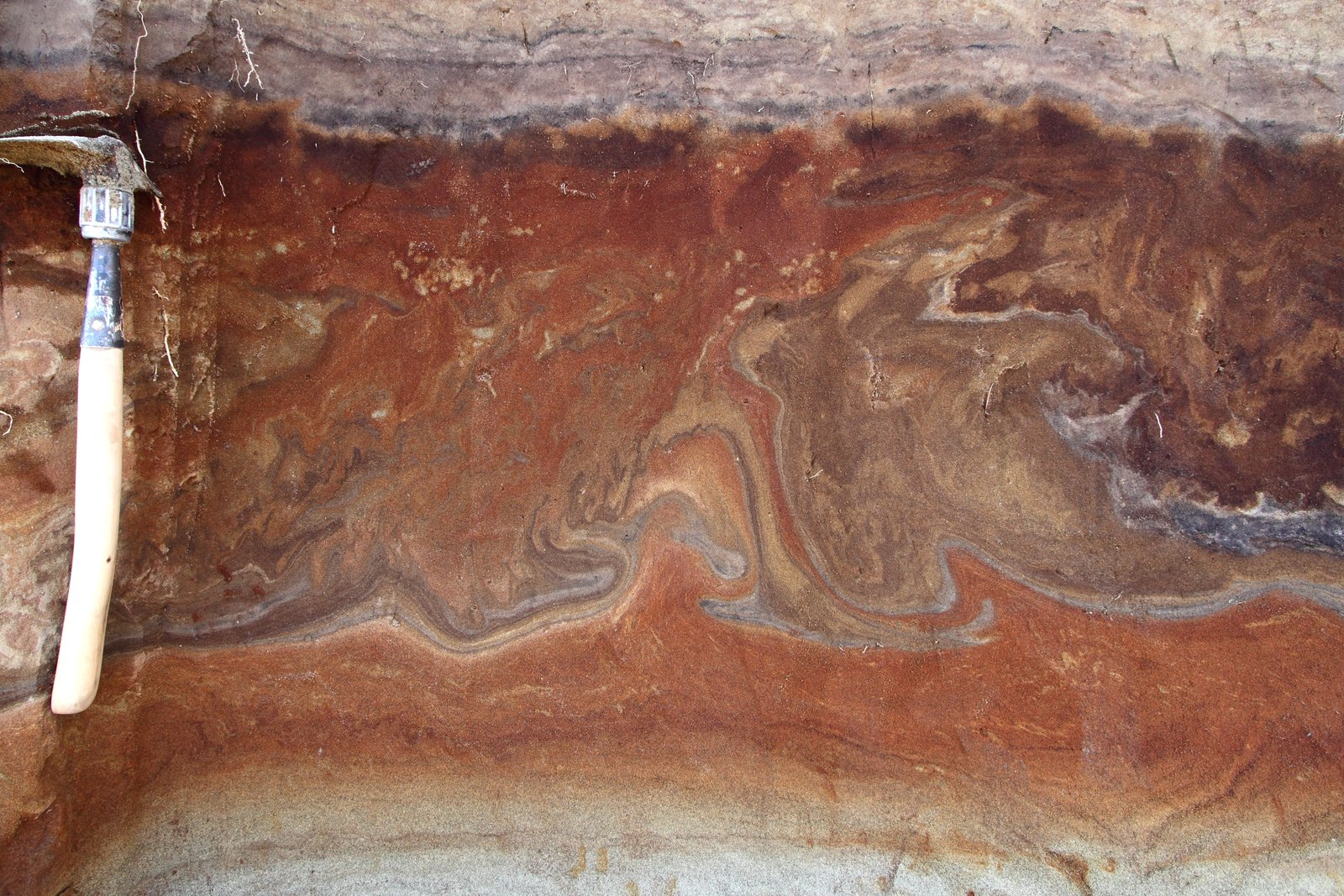
Kryoturbace na obrázku

Kryoturbace je proces v půdním profilu, během kterého dochází vlivem působení teploty pod bodem mrazu k prostorovým změnám v půdě, jež mají za následek její zvíření. Půdní vlhkost či obsažená voda se vlivem mrznutí začne roztahovat a tím vytvářet tlak působící na horniny ve svém okolí. Ty na tento tlak reagují přeskupováním a pohybem, čímž dochází k víření a vzniku typických horninových struktur.